# 吉川英治
吉川英治（日语：よしかわ えいじ、1892年8月11日—1962年9月7日）是一名日本小說家。

## 生平
本名吉川英次，生於神奈川縣。主攻歷史小說，以改編史書聞名。當作家之前曾從事過多種不同的職業，在發表《鳴門秘帖》後正式成為暢銷作家。在1935年開始于报上每日連載其代表作《宮本武藏》，獲得大眾好評。戰後亦有持續發表。
他的讀者層很廣，有“日本國民作家”的稱號。

## 主要長篇代表作品
- 《鳴門秘帖》（1933年）
- 《宮本武藏（日语：宮本武蔵 (小説)）》（1936年5月 - 39年9月）
- 《三國志》（1939年5月 - 1940年），在台灣由遠流出版社代理並以《三國英雄傳》作為書名出版，共10卷。
- 《新書太閤記》（1941年）
- 《新・平家物語》（1951年）
- 《私本太平記》（1959年4月 - 62年4月）
- 《源賴朝》（1940年12月 - 41年3月）

## 另見
- 吉川英治文學獎

## 外部連結
- 遠流出版社的吉川英治頁面 （页面存档备份，存于）
- 吉川英治紀念館（日語）